# M85 (天体)
座標:  12h 25m 24s, +18° 11′ 28″
M85（NGC 4382）はかみのけ座にあるレンズ状銀河である。形や大きさがM84と似ている。

## 概要
数多くの銀河が密集しているおとめ座銀河団の仲間であり、M85以南に特に銀河が密集している。
口径5cmの望遠鏡で微かに認めることができる。口径10cmの望遠鏡では外形がやや不規則な点まで観測することができる。口径20cmになると8'東にNGC 4394という11.2等の棒渦巻銀河が見えてくる。口径30cmでは南東から北西にかけて何やら棒構造のようなものが見えてくる。

## 観測史
1781年にピエール・メシャンによって発見された。同年メシエは「星のない星雲。かみのけ座11番星と14番星の間で、おとめの耳に近い。非常に微かである」とした。スミスは「明るくやや大きな目。中心部が明るい」と記している。ダレストは「大きく明るくとにかく中心が著しい。他の星雲が後続する」としている。